# Studio Signpost
St. Signpost Co., Ltd. (株式会社スタジオ サインポスト Kabushiki-gaisha Sutajio Sainposuto?) es un estudio de animación filial de Studio Pierrot. El estudio es miembro asociado de The Association of Japanese Animations.

## Historia
El estudio se fundó en 1959 como agencia de publicidad y entró en la industria del anime en 1989. Reorganizado en 1993, el estudio tomó el nombre de Studio Kikan antes de cambiar su nombre a Pierrot Plus en 2009, y nuevamente cambió su nombre a St. Signpost una década después.

## Como Studio Kikan (1993–2009)

### Series de televisión
| Año  | Título                           | Director(es)                  | Fecha de primera transmisión | Fecha de última transmisión | Eps. | Notas                                                                                       | Refs. |
| ---- | -------------------------------- | ----------------------------- | ---------------------------- | --------------------------- | ---- | ------------------------------------------------------------------------------------------- | ----- |
| 1993 | Shima Shima Tora no Shimajirō    | Hisayuki Toriumi              | 13 de diciembre de 1993      | 31 de marzo de 2008         | 726  | Basado en el programa de aprendizaje educativo Kodomo Challenge creado por Benesse en 1988. | [ 2 ] |
| 1994 | Chō Kuse ni Narisō               | Tetsuya Endo                  | 5 de abril de 1994           | 3 de enero de 1995          | 39   | Adaptación del manga escrito por An Yoshimura e ilustrado por Yayoi Nakano.                 | [ 3 ] |
| 1994 | Karaoke Senshi Mike Jirō         | Tsutomu Shibayama             | 4 de abril de 1994           | 11 de marzo de 1995         | 20   | Adaptación del manga escrito por Yasushi Akimoto e ilustrado por Hizuru Imai.               | [ 4 ] |
| 2008 | Hakken Taiken Daisuki! Shimajirō | Akira Shigino Masahiro Nakata | 7 de abril de 2008           | 29 de marzo de 2010         | 101  | Secuela de Shima Shima Tora no Shimajirō.                                                   | [ 5 ] |

### OVAs
| Año  | Título                                                            | Director(es)                | Fecha de primera transmisión | Fecha de última transmisión | Eps. | Notas                                                                                               | Refs.  |
| ---- | ----------------------------------------------------------------- | --------------------------- | ---------------------------- | --------------------------- | ---- | --------------------------------------------------------------------------------------------------- | ------ |
| 1992 | Injuu Gakuen La Blue Girl                                         | Kan Fukumoto Raizo Kitazawa | 26 de junio de 1992          | 10 de septiembre de 1993    | 6    | Adaptación del manga escrito e ilustrado por Toshio Maeda.                                          | [ 6 ]  |
| 1993 | Dochinpira                                                        | Hiromitsu Ōta               | 27 de agosto de 1993         | 27 de agosto de 1993        | 1    | Historia original.                                                                                  | [ 7 ]  |
| 1994 | Dengeki Oshioki Musume Gōtaman: Gōtaman Tanjō-hen                 | Iku Suzuki                  | 24 de mayo de 1994           | 24 de mayo de 1994          | 1    | Adaptación del manga escrito e ilustrado por Masakazu Yamaguchi. Coproducción junto a animate Film. | [ 8 ]  |
| 1994 | Dengeki Oshioki Musume Gōtaman R: Ai to Kanashimi no Final Battle | Hiroshi Yoshida             | 24 de octubre de 1994        | 24 de octubre de 1994       | 1    | Secuela de Dengeki Oshioki Musume Gōtaman: Gōtaman Tanjō-hen.                                       | [ 9 ]  |
| 2008 | Naisho no Tsubomi                                                 | Akira Shigino               | 25 de abril de 2008          | 27 de junio de 2008         | 3    | Adaptación del manga escrito e ilustrado por Yū Yabuuchi.                                           | [ 10 ] |

## Como Pierrot Plus (2009–2019)

### Series de televisión
| Año  | Título                   | Director(es)       | Fecha de primera transmisión | Fecha de última transmisión | Eps. | Notas                                                                                         | Refs.  |
| ---- | ------------------------ | ------------------ | ---------------------------- | --------------------------- | ---- | --------------------------------------------------------------------------------------------- | ------ |
| 2009 | Tegami Bachi             | Mamoru Kanbe       | 3 de octubre de 2009         | 27 de marzo de 2010         | 25   | Adaptación del manga escrito e ilustrado por Hiroyuki Asada.                                  | [ 11 ] |
| 2010 | Shimajirō Hesoka         | Masahiro Nakata    | 5 de abril de 2010           | 26 de marzo de 2012         | 101  | Secuela de Hakken Taiken Daisuki! Shimajirō.                                                  | [ 12 ] |
| 2010 | Tegami Bachi REVERSE     | Mamoru Kanbe       | 3 de octubre de 2010         | 26 de marzo de 2011         | 25   | Secuela de Tegami Bachi.                                                                      | [ 13 ] |
| 2011 | Beelzebub                | Yoshihiro Takamoto | 9 de enero de 2011           | 25 de marzo de 2012         | 60   | Adaptación del manga escrito e ilustrado por Ryūhei Tamura                                    | [ 14 ] |
| 2014 | Sabagebu!                | Masahiko Ōta       | 6 de enero de 2014           | 21 de septiembre de 2014    | 12   | Basado en el manga de Hidekichi Matsumoto.                                                    | [ 15 ] |
| 2015 | Re-Kan!                  | Masashi Kudō       | 3 de abril de 2015           | 26 de junio de 2015         | 13   | Adaptación del manga escrito e ilustrado por Hinako Seta.                                     | [ 16 ] |
| 2016 | Onigiri                  | Takashi Yamamoto   | 7 de abril de 2016           | 30 de junio de 2016         | 13   | Adaptación del videojuego desarrollado por CyberStep.                                         | [ 17 ] |
| 2016 | Fukigen na Mononokean    | Akira Iwanaga      | 26 de junio de 2016          | 21 de septiembre de 2016    | 13   | Adaptación del manga escrito e ilustrado por Kiri Wazawa.                                     | [ 18 ] |
| 2017 | Dynamic Chord            | Shigenori Kageyama | 6 de octubre de 2017         | 22 de diciembre de 2017     | 12   | Adaptación de la novela visual desarrollada por Honeybee Black. Coproducción junto a Pierrot. | [ 19 ] |
| 2018 | Mahō Shōjo Ore           | Itsurō Kawasaki    | 2 de abril de 2018           | 18 de junio de 2018         | 12   | Adaptación del manga escrito e ilustrado por Icchokusen Mōkon.                                | [ 20 ] |
| 2018 | Shinya! Tensai Bakabon   | Toru Hosokawa      | 10 de julio de 2018          | 25 de septiembre de 2018    | 12   | Secuela de Rerere no Tensai Bakabon                                                           | [ 21 ] |
| 2019 | Fukigen na Mononokean II | Itsurō Kawasaki    | 5 de enero de 2019           | 30 de marzo de 2019         | 13   | Secuela de Fukigen na Mononokean                                                              | [ 22 ] |
| 2019 | Ultramarine Magmell      | Hayato Date        | 7 de abril de 2019           | 30 de junio de 2019         | 13   | Adaptación del manhua escrito e ilustrado por Dainenbyo.                                      | [ 23 ] |

## Como Studio Signpost (2019–presente)

### Series de televisión
| Año  | Título                                    | Director(es)        | Fecha de primera transmisión | Fecha de última transmisión | Eps. | Notas                                                        | Refs.                |
| ---- | ----------------------------------------- | ------------------- | ---------------------------- | --------------------------- | ---- | ------------------------------------------------------------ | -------------------- |
| 2020 | Oda Cinnamon Nobunaga                     | Hidetoshi Takahashi | 10 de enero de 2020          | 27 de marzo de 2020         | 12   | Adaptación del manga escrito e ilustrado por Una Megurogawa. | [ 24 ]               |
| 2020 | Kingdom 3rd Season                        | Ken'ichi Imaizumi   | 6 de abril de 2020           | 18 de octubre de 2021       | 26   | Secuela de Kingdom 2nd Season. Coproducción junto a Pierrot. | [ 25 ] [ 26 ]        |
| 2022 | Kingdom 4th Season                        | Ken'ichi Imaizumi   | 10 de abril de 2022          | 2 de octubre de 2022        | 26   | Secuela de Kingdom 3rd Season. Coproducción junto a Pierrot. | [ 27 ]               |
| 2023 | Jijō wo Shiranai Tenkōsei ga Guigui Kuru. | Shigenori Kageyama  | 9 de abril de 2023           | 25 de junio de 2023         | 13   | Adaptación del manga escrito e ilustrado por Taku Kawamura.  | [ 28 ]               |
| 2024 | Kingdom 5th Season                        | Ken'ichi Imaizumi   | 7 de enero de 2024           | 31 de marzo de 2024         | 13   | Secuela de Kingdom 4th Season. Coproducción junto a Pierrot. | [ 29 ]               |
| 2024 | Tsuma, Shōgakusei ni Naru.                | Noriyuki Abe        | 6 de octubre de 2024         | 22 de diciembre de 2024     | 12   | Adaptación del manga escrito e ilustrado por Yayū Murata.    | [ 30 ] [ 31 ] [ 32 ] |
| 2025 | Kingdom 6th Season                        | Ken'ichi Imaizumi   | Octubre de 2025              | —                           | —    | Secuela de Kingdom 5th Season. Coproducción junto a Pierrot. | [ 33 ]               |